# Sportwissenschaft
Die Sportwissenschaft ist eine interdisziplinäre Wissenschaft (Querschnittswissenschaft), die Probleme und Erscheinungsformen im Bereich von Sport und Bewegung zum Gegenstand hat. Da die Sportwissenschaft auf eine Reihe anderer Wissenschaften zurückgreift und sich entsprechend spezialisierte Einzeldisziplinen herausgebildet haben, wird häufig auch von Sportwissenschaften gesprochen. Der Ursprung der auf den Sport bezogenen Wissenschaften (sciences appliquées aux sports) reicht bis in die Renaissance zurück, aber erst gegen Ende des 19. Jahrhunderts hat sich eine eigenständige Sportwissenschaft herausgebildet.

## Sportwissenschaftliche Disziplinen
In der Sportwissenschaft haben sich verschiedene Disziplinen herausgebildet:
- Biomechanik
- Bewegungswissenschaft
- Sport und Technik
- Sportdidaktik
- Sportethik
- Sportgeschichte
- Sportinformatik
- Sportjournalistik
- Sportmedizin
- Sportökologie
- Sportökonomie
- Sportpädagogik
- Sportphilosophie
- Sportpsychologie
- Sportrecht
- Sportsoziologie
- Trainingswissenschaft

## Studium
Der frühere Abschluss „Diplom-Sportwissenschaftler“ ist heute im Rahmen des Bologna-Prozesses vollständig durch die Abschlüsse „Bachelor“ und „Master“ ersetzt worden. An Universitäten und gleichgestellten Hochschulen (etwa Pädagogischen Hochschulen) wird Sportwissenschaft auch als Teilstudiengang eines Magister-Studiums angeboten. Sportwissenschaft kann dabei sowohl Haupt- als auch Nebenfach sein, sowie nach einem entsprechenden Promotionsaufbaustudium zu einer Promotion führen. Als Unterrichtsfach an allgemein bildenden Schulen kann Sport im Rahmen verschiedener Lehramtsstudiengänge studiert werden. Um Sport an Grund- und Hauptschulen sowie Gymnasien unterrichten zu dürfen, ist ein wissenschaftliches, didaktisches und fachpraktisches Studium notwendig. An fast allen Hochschulen muss vor dem Studienbeginn eine Sporteignungsprüfung bestanden werden. Außerdem haben fast alle Hochschulen eine hochschulinterne Zulassungsbeschränkung mit Numerus clausus.
Auch die Promotion zum „Dr. Sportwiss.“ und andere Doktorgrade sind möglich (z. B. der Dr. phil., Dr. rer. nat., Dr. disc. pol. oder der PhD). An Pädagogischen Hochschulen kann je nach Studienausrichtung neben dem Dr. phil. auch der Dr. päd. verliehen werden.
Die Regelstudienzeit für Bachelorstudiengänge beträgt sechs Semester, das anschließende Masterstudium weitere vier Semester. In einem sportwissenschaftlichen Studium besteht häufig nach dem Grundlagenstudium die Möglichkeit, sich innerhalb des Studiengangs zu spezialisieren und durch Wahlfächer Schlüsselqualifikationen zu erwerben. Die Angebote zur Spezialisierung, z. B. „Sportökonomie“, „Medien und Kommunikation“, „Sportsoziologie“, „Sportpsychologie“, „Sportpädagogik“ oder „Gesundheitssport“, variieren von Hochschule zu Hochschule. Es gibt gegenwärtig (2016) an 40 Hochschulstandorten 93 sportwissenschaftliche Studiengänge. Insgesamt gibt es in Deutschland, wenn man auch Studiengänge wie z. B. Sportökonomie oder Sportpsychologie dazu nimmt, 243 Studiengänge an 103 Hochschulen.

## Organisationen und Institutionen

### Europa
Durch die Europäische Union ist der Zusammenschluss von Wissenschaftsorganisationen auf europäischer Ebene ermutigt und teilweise unterstützt worden. Hierdurch entstanden einerseits Netzwerke einer Vielzahl von Sportwissenschaftlichen Universitätsinstituten und Fakultäten mit Mitgliedern aus verschiedenen europäischen Staaten und andererseits europäische Fachgesellschaften, u. a. European College of Sport Science, European Committee for Sports History, Fédération Européenne de Psychologie des Sports et des Activités Corporelles, European Federation of Sports Medicine Associations etc.

### Deutschland
Das Bundesinstitut für Sportwissenschaft (BISp) ist durch Erlass des Bundesministeriums des Innern der Bundesrepublik Deutschland vom 10. Oktober 1970 (GMBl. S. 539), neugefasst durch Erlass vom 9. Juli 1996 (GMBl. S. 668), als nicht rechtsfähige Bundesanstalt im Geschäftsbereich des Bundesministeriums des Innern errichtet worden.
Die Deutsche Vereinigung für Sportwissenschaft (dvs) ist ein Zusammenschluss der an sportwissenschaftlichen Einrichtungen in der Bundesrepublik Deutschland in Lehre und Forschung tätigen Wissenschaftler. Die dvs wurde 1976 in München gegründet und verfolgt das Ziel, die Sportwissenschaft zu fördern und weiterzuentwickeln.
Die Deutsche Sporthochschule Köln (DSHS) ist die einzige Sportuniversität in Deutschland und eine der größten weltweit. An derzeit 19 wissenschaftlichen Instituten wird geforscht und gelehrt. Das Spektrum reicht von erziehungs-, geistes- und sozialwissenschaftlichen Fächern bis zu medizinisch-naturwissenschaftlichen Disziplinen. Von 1950 bis 1990 gab es in der DDR die Deutsche Hochschule für Körperkultur (DHfK) in Leipzig, die international die führende Hochschule für Trainingswissenschaft war, jedoch infolge des Einigungsvertrags als Sportwissenschaftliche Fakultät der Universität Leipzig zurückgestuft wurde.

### Litauen
Die Sportuniversität Litauens (Lietuvos sporto universitetas) ist die einzige Sporthochschule in Litauen. An drei Fakultäten, sechzehn Lehrstühlen und sechs Laboratorien wird geforscht und gelehrt. Das Spektrum reicht von erziehungs- und sozialwissenschaftlichen Fächern bis zu medizinisch-naturwissenschaftlichen Disziplinen. Sportinstitute gibt es aber auch an der LUE (Litauische Erziehungswissenschaftliche Hochschule, Vilnius) und der Universität Klaipėda.

### Österreich
Die Österreichische Sportwissenschaftliche Gesellschaft (ÖSG) bezweckt die Förderung und Weiterentwicklung der Sportwissenschaften. An 7 Hochschulstandorten werden 13 Sportstudiengänge angeboten.

### Schweiz
Das Bundesamt für Sport ist in der Schweiz die nationale Amtsstelle für Fragen des Sports sowie eine Ausbildungsstätte des Bundes im Sport und eine wichtige Dokumentations- und Informationsstelle. An 6 Hochschulstandorten werden 11 Sportstudiengänge angeboten.

## Weiterführende Literatur
- Klaus Willimczik: Sportwissenschaft interdisziplinär – Ein wissenschaftstheoretischer Dialog. (Gesamtwerk), Bd. 1. Geschichte, Struktur und Gegenstand der Sportwissenschaft. Feldhaus Verlag, Hamburg 2001, ISBN 3-88020-388-1
- Arnd Krüger: Trasybulos. Oder warum wir bei der Geschichte der Sportwissenschaft weiter vorn anfangen müssen, in: N. Gissel, J. K. Rühl, J. Teichler (Hrsg.): Sport als Wissenschaft. Jahrestagung der DVS-Sektion Sportgeschichte. (1996) (⇐ Schriften der DVS, Bd. 90). Hamburg: Czwalina 1997, 57 – 74. ISBN 3-88020-308-3